# ميليفتسي
ميليفتسي (بالبلغارية: Милевци)‏ قرية تقع إدارياً ضمن تريافنا في بلغاريا. ويبلغ عدد سكانها 10 نسمة حسب تعداد 15 مارس 2015. تعتمد ميليفتسي للبريد على الرمز البريدي 5350.